# Еберхард Август фон Геминген
Еберхард Август фон Геминген (на немски: Eberhard August von Gemmingen; * 1717; † 1758) от род Геминген-Хорнберг е главен фогт на Баден-Дурлах и собственик на дворец Леен в Кохендорф (днес в Бад Фридрихсхал).
Той е син на Райнхард фон Геминген-Хорнберг (1677 – 1750), таен съветник в Хесен-Дармщат, рицар-хауптман в „Рицарския кантон Оденвалд“ и генерален директор на три рицарски окръзи, и съпругата му Мария Магдалена Амалия фон Кюншперг цу Турнау († 1744). Брат е на Райнхард (1710 – 1775), императорски фелдмаршал-лейтенант.
Еберхард Август фон Геминген и брат му Райнхард фон Геминген-Хорнберг наследяват 1750 г. от баща им позицията генерален директор на три рицарски кантони. Наследник като директор на Рицарския кантон Оденвалд става Майнхардт Фридрих Франц Рюдт фон Коленберг (1720 – 1789).
След смъртта на Еберхард Август 1758 г. е наследен от брат му Райнхард (1710 – 1775).

## Фамилия
Еберхард Август фон Геминген се жени 1754 г. за Кристина София фон Геминген-Геминген (1735 – 1789), бездетни, дъщеря на Франц Райнхард фон Геминген (1692 – 1751), главен фогт на Дурлах, и София Хелена фон Претлак (1701 – 1781). Бракът е бездетен.